# Saison 2023 de l'équipe cycliste Alpecin-Deceuninck
La saison 2023 de l'équipe cycliste Alpecin-Deceuninck est la quinzième de cette équipe.

## Coureurs et encadrement technique

### Effectif
| Coureur               | Date de Nais.     | Nationalité      | Équipe en 2022                     | Vict. | Cont.             | Maillot dist. |
| --------------------- | ----------------- | ---------------- | ---------------------------------- | ----- | ----------------- | ------------- |
| Maurice Ballerstedt   | 16 janvier 2001   | Allemagne        | Alpecin-Deceuninck                 | 0     | 01/2023 - 12/2024 |               |
| Tobias Bayer          | 17 novembre 1999  | Autriche         | Alpecin-Deceuninck                 | 0     | 01/2021 - 12/2024 |               |
| Nicola Conci          | 5 janvier 1997    | Italie           | Alpecin-Deceuninck Development     | 0     | 01/2023 - 12/2024 |               |
| Dries De Bondt        | 4 juillet 1991    | Belgique         | Alpecin-Deceuninck                 | 1     | 01/2020 - 12/2023 |               |
| Silvan Dillier        | 3 août 1990       | Suisse           | Alpecin-Deceuninck                 | 0     | 01/2021 - 12/2024 |               |
| Samuel Gaze           | 12 décembre 1997  | Nouvelle-Zélande | Alpecin-Deceuninck                 | 0     | 01/2022 - 12/2024 |               |
| Robbe Ghys            | 11 janvier 1997   | Belgique         | Sport Vlaanderen-Baloise           | 0     | 01/2023 - 12/2025 |               |
| Michael Gogl          | 4 novembre 1993   | Autriche         | Alpecin-Deceuninck                 | 0     | 01/2022 - 12/2024 |               |
| Kaden Groves          | 23 décembre 1998  | Australie        | BikeExchange Jayco                 | 7     | 01/2023 - 12/2024 |               |
| Quinten Hermans       | 29 juillet 1995   | Belgique         | Intermarché-Wanty-Gobert Matériaux | 0     | 01/2023 - 12/2025 |               |
| Jimmy Janssens        | 30 mai 1989       | Belgique         | Alpecin-Deceuninck                 | 0     | 01/2020 - 12/2024 |               |
| Søren Kragh Andersen  | 10 août 1994      | Danemark         | Team DSM                           | 1     | 01/2023 - 12/2024 |               |
| Alexander Krieger     | 28 novembre 1991  | Allemagne        | Alpecin-Deceuninck                 | 0     | 01/2020 - 12/2023 |               |
| Senne Leysen          | 18 mars 1996      | Belgique         | Alpecin-Deceuninck                 | 0     | 01/2020 - 12/2024 |               |
| Jakub Mareczko        | 30 avril 1994     | Italie           | Alpecin-Deceuninck                 | 2     | 01/2022 - 12/2023 |               |
| Xandro Meurisse       | 31 janvier 1992   | Belgique         | Alpecin-Deceuninck                 | 0     | 01/2021 - 12/2025 |               |
| Stefano Oldani        | 10 janvier 1998   | Italie           | Alpecin-Deceuninck                 | 0     | 01/2022 - 12/2023 |               |
| Jason Osborne         | 20 mars 1994      | Allemagne        | Alpecin-Deceuninck Development     | 0     | 01/2023 - 12/2024 |               |
| Jasper Philipsen      | 2 mars 1998       | Belgique         | Alpecin-Deceuninck                 | 19    | 01/2021 - 12/2024 |               |
| Edward Planckaert     | 1er février 1995  | Belgique         | Alpecin-Deceuninck                 | 0     | 01/2021 - 12/2025 |               |
| Jensen Plowright      | 15 mai 2000       | Australie        | Groupama-FDJ Conti.                | 0     | 01/2023 - 12/2025 |               |
| Jonas Rickaert        | 7 février 1994    | Belgique         | Alpecin-Deceuninck                 | 0     | 01/2019 - 12/2025 |               |
| Oscar Riesebeek       | 23 décembre 1992  | Pays-Bas         | Alpecin-Deceuninck                 | 0     | 01/2020 - 12/2025 |               |
| Kristian Sbaragli     | 8 mai 1990        | Italie           | Alpecin-Deceuninck                 | 0     | 01/2020 - 12/2023 |               |
| Ramon Sinkeldam       | 9 février 1989    | Pays-Bas         | Groupama-FDJ                       | 0     | 01/2023 - 12/2024 |               |
| Robert Stannard       | 16 septembre 1998 | Australie        | Alpecin-Deceuninck                 | 0     | 01/2022 - 12/2023 |               |
| Lionel Taminiaux      | 21 mai 1996       | Belgique         | Alpecin-Deceuninck                 | 0     | 01/2021 - 12/2023 |               |
| Fabio Van Den Bossche | 21 septembre 2000 | Belgique         | Alpecin-Deceuninck                 | 0     | 01/2022 - 12/2024 |               |
| Mathieu van der Poel  | 19 janvier 1995   | Pays-Bas         | Alpecin-Deceuninck                 | 6     | 01/2014 - 12/2025 | - Route       |
| Gianni Vermeersch     | 19 novembre 1992  | Belgique         | Alpecin-Deceuninck                 | 0     | 03/2017 - 12/2025 |               |

## Champions nationaux, continentaux et mondiaux
| Date        | Course                         | Maillot | Coureurs             | Pays   | Lieu    |
| ----------- | ------------------------------ | ------- | -------------------- | ------ | ------- |
| 6 août 2023 | Championnat du monde sur route |         | Mathieu van der Poel | Écosse | Glasgow |

## Classement UCI par équipes
Le classement UCI par équipes se calcule en comptabilisant les points des 20 meilleurs coureurs de l'équipe. Ce classement est calculé avec les points acquis lors de l'année civile. Au terme d'une période de trois ans (2023-2025), les dix-huit meilleures équipes recevront une licence World Tour pour la prochaine période (2026-2028).
| Classement UCI (par équipes) au 17 octobre 2023. | Classement UCI (par équipes) au 17 octobre 2023. | Classement UCI (par équipes) au 17 octobre 2023. | Classement UCI (par équipes) au 17 octobre 2023. | Classement UCI (par équipes) au 17 octobre 2023. |
| #                                                | Pays                                             | Pts. 2023                                        | Diff.                                            |                                                  |
| ------------------------------------------------ | ------------------------------------------------ | ------------------------------------------------ | ------------------------------------------------ | ------------------------------------------------ |
| 1                                                | UAE Team Emirates                                | 30963,18                                         | -                                                |                                                  |
| 2                                                | Jumbo-Visma                                      | 29654,45                                         | 1303,73                                          |                                                  |
| 3                                                | Soudal Quick-Step                                | 18702,85                                         | 10951,60                                         |                                                  |
| 4                                                | Ineos Grenadiers                                 | 17760,93                                         | 941,92                                           |                                                  |
| 5                                                | Lidl-Trek                                        | 16054,45                                         | 1706,48                                          |                                                  |
| 6                                                | Bahrain Victorious                               | 15787,81                                         | 266,64                                           |                                                  |
| 7                                                | Groupama-FDJ                                     | 14834,51                                         | 953,30                                           |                                                  |
| 8                                                | Alpecin-Deceuninck                               | 14519,25                                         | 315,26                                           |                                                  |
| 9                                                | Lotto Dstny                                      | 14112,83                                         | 406,42                                           |                                                  |
| 10                                               | Bora-Hansgrohe                                   | 13325,13                                         | 787,45                                           |                                                  |
| 11                                               | EF Education-EasyPost                            | 11818,69                                         | 1506,44                                          |                                                  |
| 12                                               | Movistar                                         | 10989,53                                         | 829,16                                           |                                                  |
| 13                                               | Team Jayco AlUla                                 | 10737,65                                         | 251,88                                           |                                                  |
| 14                                               | Intermarché-Circus-Wanty                         | 10492,28                                         | 245,37                                           |                                                  |
| 15                                               | Cofidis                                          | 10437,41                                         | 54,87                                            |                                                  |
| 16                                               | Israel-Premier Tech                              | 10022,00                                         | 415,41                                           |                                                  |
| 17                                               | DSM-Firmenich                                    | 9102,20                                          | 919,80                                           |                                                  |
| 18                                               | AG2R Citroën                                     | 9096,00                                          | 6,20                                             |                                                  |
| 19                                               | Team Arkéa-Samsic                                | 7229,00                                          | 1867,00                                          |                                                  |
| 20                                               | Astana Qazaqstan                                 | 7044,44                                          | 184,56                                           |                                                  |
| 21                                               | Uno-X Pro                                        | 6569,00                                          | 478,44                                           |                                                  |
| 22                                               | TotalEnergies                                    | 5765,00                                          | 804,00                                           |                                                  |

| Liste des vingt coureurs marquant des points pour le classement UCI par équipes 2023. | Liste des vingt coureurs marquant des points pour le classement UCI par équipes 2023. | Liste des vingt coureurs marquant des points pour le classement UCI par équipes 2023. |
| #                                                                                     | Coureur                                                                               | Points                                                                                |
| ------------------------------------------------------------------------------------- | ------------------------------------------------------------------------------------- | ------------------------------------------------------------------------------------- |
| 1                                                                                     | Mathieu van der Poel                                                                  | 4163,00                                                                               |
| 2                                                                                     | Jasper Philipsen                                                                      | 3912,00                                                                               |
| 3                                                                                     | Kaden Groves                                                                          | 2043,25                                                                               |
| 4                                                                                     | Søren Kragh Andersen                                                                  | 1173,00                                                                               |
| 5                                                                                     | Lionel Taminiaux                                                                      | 423,00                                                                                |
| 6                                                                                     | Gianni Vermeersch                                                                     | 369,00                                                                                |
| 7                                                                                     | Stefano Oldani                                                                        | 356,00                                                                                |
| 8                                                                                     | Quinten Hermans                                                                       | 292,00                                                                                |
| 9                                                                                     | Jakub Mareczko                                                                        | 260,00                                                                                |
| 10                                                                                    | Robbe Ghys                                                                            | 210,25                                                                                |
| 11                                                                                    | Dries De Bondt                                                                        | 201,00                                                                                |
| 12                                                                                    | Nicola Conci                                                                          | 181,00                                                                                |
| 13                                                                                    | Kristian Sbaragli                                                                     | 168,00                                                                                |
| 14                                                                                    | Jason Osborne                                                                         | 158,25                                                                                |
| 15                                                                                    | Xandro Meurisse                                                                       | 148,00                                                                                |
| 16                                                                                    | Jonas Rickaert                                                                        | 141,00                                                                                |
| 17                                                                                    | Edward Planckaert                                                                     | 90,25                                                                                 |
| 18                                                                                    | Maurice Ballerstedt                                                                   | 80,25                                                                                 |
| 19                                                                                    | Michael Gogl                                                                          | 78,00                                                                                 |
| 20                                                                                    | Robert Stannard                                                                       | 72,00                                                                                 |
| TOTAL                                                                                 | TOTAL                                                                                 | 14519,25                                                                              |

## Classement UCI individuel en fin de saison
| 7   | Mathieu van der Poel | 4163,00 |
| 9   | Jasper Philipsen     | 3912,00 |
| 24  | Kaden Groves         | 2043,25 |
| 66  | Søren Kragh Andersen | 1173,00 |
| 226 | Lionel Taminiaux     | 423,00  |
| 252 | Gianni Vermeersch    | 369,00  |
| 265 | Stefano Oldani       | 354,00  |
| 314 | Quinten Hermans      | 292,00  |
| 341 | Jakub Mareczko       | 260,00  |
| 409 | Robbe Ghys           | 210,25  |

| 425 | Dries De Bondt      | 201,00 |
| 474 | Nicola Conci        | 181,00 |
| 495 | Kristian Sbaragli   | 168,00 |
| 533 | Xandro Meurisse     | 148,00 |
| 549 | Jason Osborne       | 143,25 |
| 555 | Jonas Rickaert      | 141,00 |
| 772 | Edward Planckaert   | 90,25  |
| 835 | Maurice Ballerstedt | 80,25  |
| 847 | Michael Gogl        | 78,00  |
| 898 | Robert Stannard     | 72,00  |

| 981  | Silvan Dillier        | 62,00 |
| 1001 | Alexander Krieger     | 60,00 |
| 1065 | Jensen Plowright      | 53,00 |
| 1220 | Tobias Bayer          | 43,25 |
| 1336 | Oscar Riesebeek       | 37,00 |
| 1391 | Fabio Van Den Bossche | 33,00 |
| 1571 | Jimmy Janssens        | 26,25 |
| 1749 | Samuel Gaze           | 20,25 |
| 2095 | Senne Leysen          | 11,00 |
| -    | Ramon Sinkeldam       | 0,00  |